# Lee Brennan
Lee Anthony Brennan (Carlisle, Cumbria, 27 de septiembre de 1973) es un cantante, compositor, bailarín y actor inglés. Es el vocalista líder de la boy band 911.

## Biografía
Brennan nació el 27 de septiembre de 1973 en Carlisle, Cumbria, hijo de Una y Francis Brennan. Él tiene dos hermanos, Kevin y Marc, y dos hermanas, Julie y Rebecca. Fue diagnosticado con la enfermedad de Hodgkin dos veces, la primera a la edad de 9 y la segunda a los 15 años.
Brennan ha querido previamente jugar para su equipo de fútbol local Carlisle United. Sin embargo a pesar de las pruebas y visitas de exploradores del club, fue rechazado porque, era considerado muy pequeño (5"4). Sin embargo, fue capitán del de fútbol del condado en sub-14 y los niveles menores de 16. 
El 14 de septiembre de 2006 contrajo matrimonio con Lindsay Armaou, integrante del grupo irlandés B*Witched. Se divorciaron en 2011.

## Carrera profesional

### Actuación
Después de la separación de 911 en 2000. Brennan continuó la composición a la par de dar sus primeros pasos en la actuación. En 2001, realizó un cameo en un episodio de Heartbeat. En 2006, por cuarto año consecutivo, interpretó el papel de Peter Pan en un pantomima de Navidad.

## Filmografía
| Año  | Título                             | Papel    | Notas                                |
| ---- | ---------------------------------- | -------- | ------------------------------------ |
| 1997 | Smash Hits Poll Winners Party 1997 | Él mismo | With 911                             |
| 1997 | Surprise, Surprise                 | Él mismo | Actuando con 911                     |
| 1997 | The Scoop                          | Él mismo | Con 911                              |
| 1998 | Smash Hits Poll Winners Party 1998 | Él mismo | Con 911                              |
| 1998 | Noel's House Party                 | Él mismo | Episodio #7.18                       |
| 2001 | Heartbeat                          | Tim      | Episodio #10.16 ("The Long Weekend") |
| 2005 | This Morning                       | Él mismo | 1 episodio (19 de mayo)              |
| 2005 | Hit Me, Baby, One More Time        | Él mismo | Show de TV especial (2 episodios)    |
| 2013 | The Big Reunion                    | Él mismo | 9 episodios                          |
| 2013 | Big Brother's Bit on the Side      | Él mismo | 1 episodio (4 de agosto)             |
| 2013 | The Big Reunion: On Tour           | Él mismo | 3 episodios                          |